# One Court Square
Le One Court Square, aussi connu sous le nom de the Citicorp Building, est un des plus grands gratte-ciel de l'arrondissement du Queens à New York.
Il mesure environ 201 mètres (658 feet) et il est situé dans le Queens, dans Long Island City. Sa construction fut achevée en 1990 par Citigroup.
Le bâtiment fut conçu par l'agence américaine d'architectes Skidmore, Owings and Merrill (SOM), basée à Chicago.
Des radios ou chaînes de télévision sont diffusées depuis l'antenne du bâtiment.

## Détails
- Construction terminée en 1990
- Vitres teintées
- 54 étages
- 4 ascenseurs et 6 escaliers mécaniques
- Propriété de SL Green Realty Corp
- Architectes : Skidmore, Owings et Merrill
- Adresse : 1 Court Square